# Coeliccia mingxiensis
Coeliccia mingxiensis är en trollsländeart som beskrevs av Xu 2006. Coeliccia mingxiensis ingår i släktet Coeliccia och familjen flodflicksländor. IUCN kategoriserar arten globalt som otillräckligt studerad. Inga underarter finns listade i Catalogue of Life.